# Lupinus tauris
Lupinus tauris är en ärtväxtart som beskrevs av George Bentham. Lupinus tauris ingår i släktet lupiner, och familjen ärtväxter.

## Underarter
Arten delas in i följande underarter:
- L. t. semiradiatus
- L. t. suberectus
- L. t. tauris